# 致命错误
在计算机领域中，致命错误（fatal error）或致命异常错误（fatal exception error）是指使程序终止并可能因此让用户返回操作系统的错误。致命错误发生时，程序正在处理的数据可能会丢失。“致命错误”（应用程序层面）经常会和“系统致命错误”（操作系统层面）相混淆。致命错误一般由以下情况产生：
- 执行非法指令（英语：Illegal opcode）

- 读取无效数据或代码

- 执行当前的用户态或核心态所不允许的操作

- 除零错误（只对整数有效，对浮点数操作时按IEEE浮点数标准规定会产生一个无穷数）

在Mac OS X与Microsoft Windows等系统中，发生致命错误时，系统会创建错误日志或保存下该进程的镜像。